# Писък 3
„Писък 3“ (на английски: Scream 3) е американски слашър филм на ужасите от 2000 г.

## Сюжет
Внимание:  Текстът по-долу разкрива сюжета на произведението (или части от него)!
Сидни Прескот е изправена пред нов Гоустфейс убиец и истината за майка си, която е причина за убийствата.

## Актьорски състав
- Нийв Кембъл – Сидни Прескот
- Дейвид Аркет – Дуайт Райли
- Кортни Кокс – Гейл Уезърс
- Емили Мортимър – Анджелина Тайлър
- Кели Ръдърфорд – Кристин
- Паркър Поузи – Дженифър Джоли

## Отзиви
Писък 3 е значително по-малко успешен от предходните две части. Критики има към това, че във филма има повече хумор, от колкото ужас и насилие.